# قائمة زملاء الجمعية الملكية المنتخبين في 1958
هذه الصفحة تعرض قائمة زملاء الجمعية الملكية المُنتخبين لعام 1958.

## الزملاء
- Clifford H. Mortimer [الإنجليزية]‏
- Sisir Kumar Mitra [الإنجليزية]‏
- ويليام بيترام
- Percy Wragg Brian [الإنجليزية]‏
- مايكل أبركرومبي
- باول بيتر إيفال
- Graham Higman [الإنجليزية]‏
- ساتيندرا ناث بوز
- Arthur St George Huggett [الإنجليزية]‏

## الأعضاء الأجانب
- Arthur Stoll [الإنجليزية]‏
- جورج جايلورد سيمبسون